# 귄터 슈타이너
귄터 슈타이너(영어: Guenther Steiner, 독일어: Günther Steiner, 1965년 4월 7일 ~ )는 이탈리아와 미국의 모터스포츠 엔지니어, 전직 팀 수석이다. 2016년부터 2023년까지 하스 포뮬러 원 팀의 팀 수석을 지냈다. 2001년부터 2003년까지 재규어 레이싱의 관리감독을 지냈으며, 그 후신인 레드불 레이싱의 기술운영감독을 지냈다. 현재 RTL의 포뮬러 원 해설가, 분석가로 활동하고 있다.